# Villa Windthorst

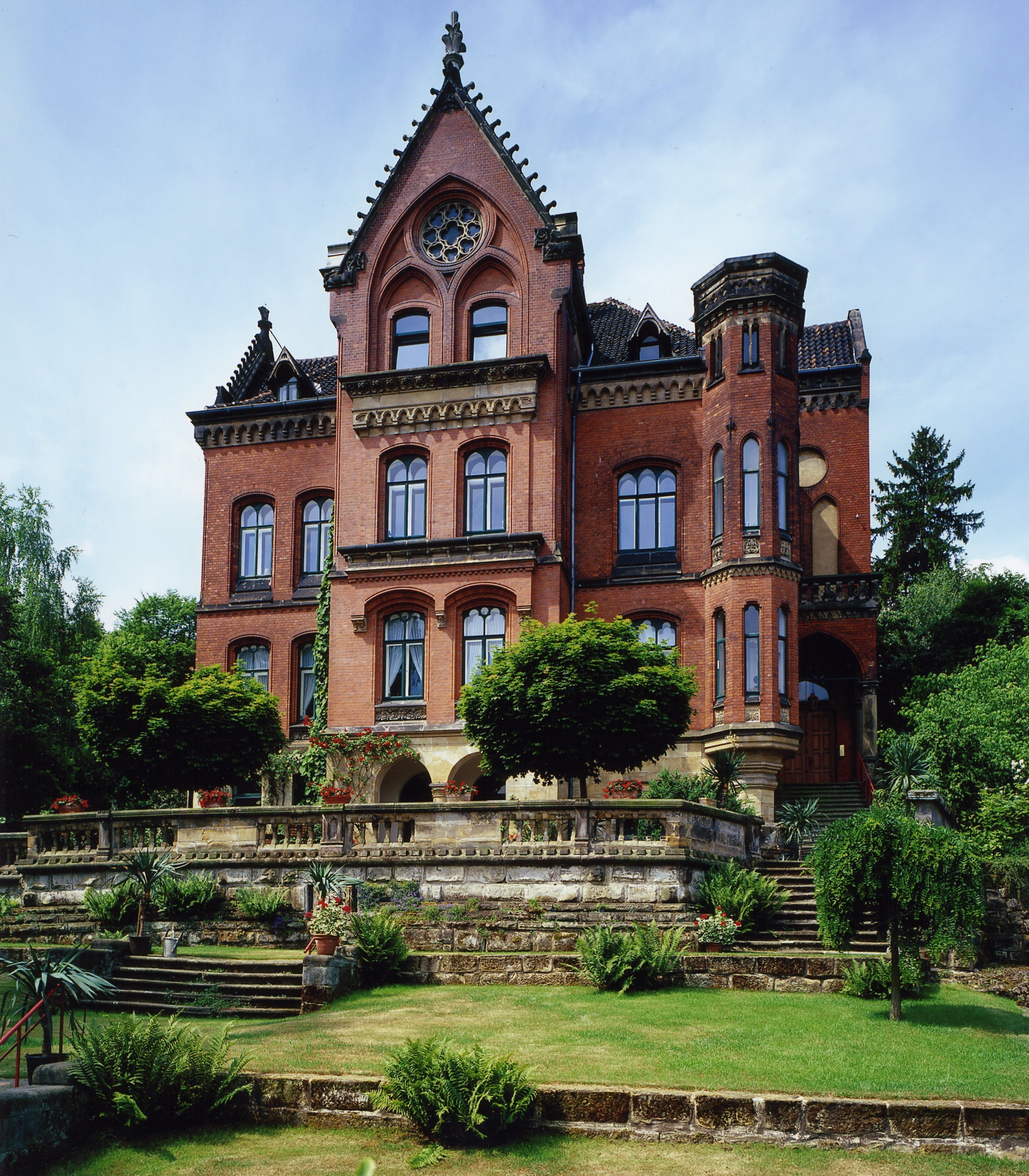
Villa Windthorst (2019)

Die Villa Windthorst ist eine zwischen 1882 und 1886 erbaute neugotische Villa auf dem Moritzberg von Hildesheim in Niedersachsen, die samt Garten weitestgehend in Originalsubstanz erhalten unter Denkmalschutz steht.

## Lage und Größe
Die Villa Windthorst liegt in der Bergstraße 22–24, im Stadtteil Moritzberg, welcher sich westlich der Innenstadt von Hildesheim orientiert. Das Grundstück umfasst eine Fläche von 4443 m². Es grenzt im Norden an die Bergstraße, im Osten an den Platz Am Bergbrunnen, im Süden an die Große Steuer und im Westen an den Stiftskirchenweg. Oberhalb des Grundstücks liegt die St. Mauritius-Kirche, benachbart die Grundschule Moritzberg aus dem Jahr 1900.
Die Villa ist ein ortsteilprägender Bau in exponierter Lage auf dem Moritzberg und liegt am oberen Ende der Bergstraße auf einer Steillage mit weitem Blick über Hildesheim. Eine bis zu 5,50 Meter hohe und ca. 260 Meter lange Sandsteinmauer umgibt das Grundstück und betont die Insellage in dem historisch gekennzeichneten Stadtteil.

## Das Grundstück vor dem Bau der Villa
Der Überlieferung zufolge ließ Bischof Godehard auf der höchsten Stelle des Moritzberges eine dem heiligen Mauritius geweihte Kapelle errichten. Nach seinem Tod wurden seine Eingeweide hier beigesetzt, mit der Heiligsprechung Godehards im 12. Jahrhundert bürgerte sich der Name Godehardkapelle ein. Beweise für die Existenz der Godehardkapelle gibt es anhand von Archivalien.
Es bestanden auf dem Moritzberg zwei Kirchen, die Mauritiuskirche für die Stiftsangehörigen und die Margaretenkirche für die einfache Bevölkerung als Pfarrkirche. Die Godehardkapelle befand sich direkt zwischen den beiden Kirchen.
Josef Bohland legte 1950 bei Ausgrabungen auf dem Grundstück der Villa Windthorst auf der Erhebung südwestlich der Villa im heutigen Obstgarten Fundamente frei, die wahrscheinlich zur Margaretenkirche, möglicherweise auch zur Godehardkapelle gehörten. Die Kapelle wurde 1632 im Dreißigjährigen Krieg von braunschweigischen Truppen samt den Stiftshöfen und den Berghäusern zerstört.
Die 1650 wiedererrichtete Margaretenkirche stand bis zu Beginn des 19. Jahrhunderts, danach wurde die Mauritiuskirche zur Pfarrkirche erhoben und die Margaretenkirche 1812 geschlossen, niedergerissen und ihr Fundament mit Erde gefüllt.
Der Platz, an dem sie gestanden hatte, wurde Kaplangarten. Der ehemalige Friedhof, welcher für die Pfarrkirche St. Margareta angelegt worden war, blieb weiterhin zugänglich. Hierbei handelt es sich um das Grundstück der heutigen „Villa Windthorst“. Auf den Friedhof verweist die Mauer, deren Rest einen Teil der südlichen Umfriedung des Grundstücks umfasst. Diese wurde von Amtsrat Koch nachträglich erhöht.

## Entstehungsgeschichte der Villa

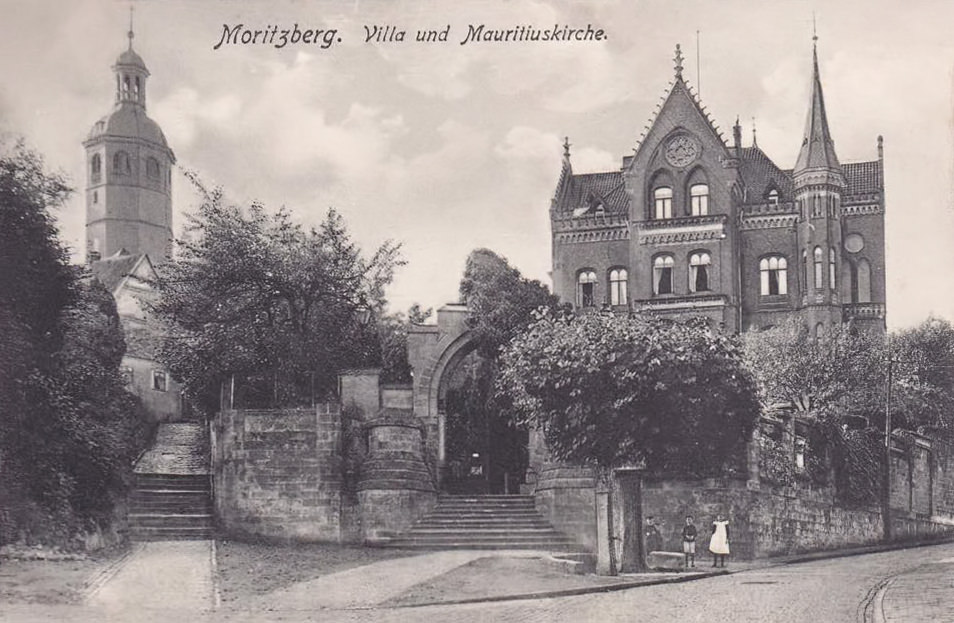
Die Villa Windthorst und die St.-Mauritius-Kirche um 1900

Am 12. Juni 1882 gelangte das Grundstück der Margaretenkirche an der Bergstraße 89 in Besitz des Maurermeisters Adolf Barth, der sich laut Grundbuch verpflichtete, auf dem Küstergarten „weder ein Wohnhaus, noch ein anderes Gebäude […] zu erbauen“. Das Nachbargrundstück befand sich damals bereits in Besitz der Familie Barth und wurde 1887 mit der Neuerwerbung zusammengelegt. Architekt und Baumeister Barth († 1885) begann 1882 mit dem Bau der Villa, hatte sich aber mit dem Bau, vor allem mit den Sprengarbeiten im felsigen Untergrund für die Anlage des Fundaments, erheblich überschätzt. Er geriet in finanzielle Schwierigkeiten.
Aus Dankbarkeit für den erfolgreichen Einsatz des Zentrumpolitikers Ludwig Windthorst 1881 für die Unabhängigkeit Moritzbergs von Hildesheim bildeten sich mehrere Vereine, die diesem die Villa zum Geschenk machen wollten; dieser lehnte jedoch ab und bat um die Verwendung der bereits gesammelten Mittel für die Marienkirche in Hannover. Trotz großen öffentlichen Interesses konnte das Haus daher nicht gewinnbringend verkauft werden.
So war Barth gezwungen, das Grundstück mit dem noch unfertigen Haus 1885 zwangsversteigern zu lassen. Wilhelm Laufköter, ein Kaufmann aus Hildesheim, erhielt den Zuschlag. Er beauftragte die Architekten Schulz, Freckmann und Wening mit der Fertigstellung der Villa, die 1886 erfolgte, und zog zusammen mit seiner Familie 1891 ein.
Nach dem Tod Laufköters erwarb der Königliche Amtsrat Rudolph Koch 1910 den Wohnsitz, den er seiner Gattin zum 25. Hochzeitstag schenkte. Er ließ die Villa renovieren und modernisieren, hierzu zählt neben dem Anschluss an die zentrale Wasserversorgung auch ein Elektrizitäts- und Gasanschluss. Die Umfassungsmauern des Grundstücks wurden erhöht. Er bewohnte das Haus zusammen mit seiner Frau und Tochter Marie.

## Entwicklungen auf dem Moritzberg nach Fertigstellung des Baus
Die Villa Windthorst bildet nach wie vor den oberen Endpunkt und optischen Abschluss der Bergstraße. Die zur Bergstraße und der Stadt zeigende Fassade ist mit Zierelementen geschmückt. Auf dem Nachbargrundstück wurde 1900 die Grundschule Moritzberg erbaut, welche die Sichtbeziehungen in die südöstliche Richtung verstellt.
Während des Zweiten Weltkrieges blieb der Moritzberg weitgehend verschont. In der Villa zerbrachen die Fensterscheiben beim Luftangriff auf Hildesheim. Lediglich ein großes Fenster im Flur zeigt noch die ursprüngliche bunte Verglasung.

## Die Namensgebung
Die Villa trägt ihren Namen zu Ehren des Führers der Zentrumspartei, Ludwig Windthorst, obwohl er diese nie bewohnt oder besessen hatte. Sie sollte ein Geschenk der Bürger aus Dank dafür sein, dass er 1881 die Eingemeindung des Stiftsdorfs Moritzberg durch die Stadt Hildesheim verhinderte. Seinem Einspruch im Reichstag war es zu verdanken, dass der Moritzberg seine Unabhängigkeit bewahren konnte. Windthorst lehnte das Geschenk jedoch ab und schaute sich die Villa nicht einmal an.

## Baubeschreibung
Die Villa Windthorst entstand 1882–1886 und ist der Stilrichtung des Historismus zuzuordnen. Sie wurde aus rotem Backstein und Sandstein im Stile der ab 1880 regional prägenden Hannoverschen Schule errichtet. Der neugotische Bau lässt in der betonten horizontalen Gliederung des kubische Baukörpers auch die Formensprache der Romanik mit anklingen, eventuell angeregt durch die prägenden romanischen Bauten in Hildesheim. Der Grundriss ist ebenso wie die Fassade asymmetrisch, welches für die Neugotik typisch ist. Durch die erhöhte Lage wirkt das Gebäude sehr imposant.
Über einem gelben Sandsteinsockel folgt die Fassade aus roten Backsteinen mit Zierelementen aus gelbem Sandstein. Sie ist durch einen zentralen Mittelrisaliten und einen turmartigen Erker gegliedert, welcher ursprünglich ein Spitzhelmdach trug, das aber entfernt wurde. Die Fassade weist eine reiche Modellierung mit Balkonen, der großen Maßwerkrosette im Giebel, Spitzbogenfenstern, Friesen und vielfältigen Verzierungen aus Sandstein auf.
Die Kreuzblume auf dem Giebel der Villa ist typisch für den oberen Abschluss gotischer Dächer. Sie besteht aus Sandstein und ist aus kreuzförmig angeordnetem Blattwerk geformt. Aus einem Kreis von fünf Blättern entwickelt sich ein kleinerer Kreis von fünf Blättern, aus welchem eine abgerundete Spitze ragt. An der Basis des Giebels ist auf beiden Seiten je ein Fabelwesen angebracht, dessen Kopf nach außen zeigt. Das Tier hat einen verzerrten Hundekopf, sein weiterer Körper wird dem eines Drachens ähnlich und endet in einem Schwanz mit Blumenspitze.

## Denkmalschutz
Nach § 1 des Niedersächsischen Denkmalschutzgesetzes (NDSchG) sind Kulturdenkmale „zu schützen, zu pflegen und wissenschaftlich zu erforschen.“ Es besteht auf Grund „ihrer geschichtlichen, künstlerischen, wissenschaftlichen oder städtebaulichen Bedeutung ein öffentliches Interesse“ an ihrer Erhaltung.
Die Villa Windthorst ist als Gesamtobjekt einer Gruppe baulicher Anlagen nach § 3 Absatz 3 des NDSchG verzeichnet, welches die „Einzeldenkmale Villa und Garten mit baulichen Anlagen sowie die Bestandteile ehemaliges Wirtschaftsgebäude und Erfassungsmauer mit Gartenportal“ beinhaltet.
Ihrem Besitzer wurde 2002 der Preis für Denkmalpflege der Niedersächsischen Sparkassenstiftung verliehen.

## Heutige Nutzung
Die Villa beteiligt sich seit 2012 mit der Öffnung des Gartens am jährlichen Bergfest des Moritzbergs. Lichtkünstler machten mit einer Lichtinstallation die Villa zum Objekt der Lichtkunst. Schon in vorherigen Jahren öffneten sich die Gartentore zur Besichtigung am Tag des offenen Denkmals sowie bei der Zusammenarbeit mit dem Hildesheimer Stadttheater in der Spielzeit 2009.